# Ullern
Ullern er en administrativ bydel i Oslo. Den har 34.569 indbyggere (2020) og et areal på 9,4 km². Den ligger i sydvest Oslo med Lysakerelven (og dermed Bærum) mod vest. Strøgene Bygdøy og Frogner fra bydelen Frogner ligger henholdsvis mod syd og øst. Mod nord ligger bydelen Vestre Aker.

## Eksterne Henvisninger
- Ullern bydel Arkiveret 6. februar 2015 hos  Wayback Machine